# Вівсянка гостродзьоба
Вівсянка гостродзьоба (Acanthidops bairdi) — вид горобцеподібних птахів родини саякових (Thraupidae). Мешкає в Коста-Риці і Панамі. Вид названий на честь американського орнітолога Спенсера Фуллертона Бейрда. Це єдиний представник монотипового роду Гостродзьоба вівсянка (Acanthidops).

## Опис
Довжина птаха становить 13,5 см, вага 16 г. Виду притаманний статевий диморфізм. Забарвлення самців переважно темно-сіре. нижня частина тіла дещо світліша. У самиць верхня частина тіла оливково-коричнева, нижня частина тіла світліша, голова і верхня частина спини мають сіруватий відтінок, на крилах рудувато-коричневі смужки, над очима білі "брови". Дзьоб відносно довгий, направлений догори, зверху чорний, знизу жовтий. Забарвлення молодих птахів подібне до забарвлення самиць, однак більш бліде, смужки на крилах у них менш помітні.

## Поширення і екологія
Гостродзьобі вівсянки мешкають в горах Коста-Рики (на схід від Гуанакасте) і західної Панами (Чирикі). Вони живуть у вологих гірських тропічних лісах, на узліссях і галявинах, у високогірних чагарникових і бамбукових заростях. Зустрічаються поодинці, парами або невеликими зграйками, на висоті від 1500 до 3000 м над рівнем моря. Іноді приєднуються до змішаних зграй птахів. Живляться комахами, павуками, травою і насінням бамбука, а також нектаром і ягодами. Гніздо чашоподібне, в кладці 4 яйця. Інкубаційний період триває 12-14 днів. Насиджує лише самиця.